# Price Tag
Price Tag er den anden single fra den britiske sangerinde og sangskriver, Jessie J. Den kommer fra hendes debutalbum Who You Are. Med på sangen har hun den amerikanske rapper og sanger, B.o.B. Sangen debuterede som nummer 1 på den engelske hitliste den 6. februar 2010. 

## Hitlister
| Hitliste(2011)                                   | Højeste placering |
| ------------------------------------------------ | ----------------- |
| Australien (ARIA)                                | 2                 |
| Belgien (Ultratop 50 Flanderen)                  | 1                 |
| Belgien (Ultratop 50 Vallonien)                  | 1                 |
| Canada (Canadian Hot 100)                        | 4                 |
| Tjekkiet (Rádio Top 100)                         | 3                 |
| Danmark (Track Top-40)                           | 14                |
| Finland (Suomen virallinen lista)                | 20                |
| Frankrig (SNEP)                                  | 1                 |
| Holland (Dutch Top 40)                           | 2                 |
| Irland (IRMA)                                    | 1                 |
| Italien (FIMI)                                   | 5                 |
| Japan (Japan Hot 100)                            | 3                 |
| New Zealand (RIANZ)                              | 1                 |
| Norge (VG-lista)                                 | 6                 |
| Polen (Polish Airplay Top 100)                   | 2                 |
| Rumænien (Romanian Top 100)                      | 3                 |
| Schweiz (Schweizer Hitparade)                    | 2                 |
| Skotland (Official Charts Company)               | 1                 |
| Slovakiet (Rádio Top 100)                        | 4                 |
| Spanien (PROMUSICAE)                             | 17                |
| Spanien (Airplay Chart)                          | 2                 |
| Storbritannien Singles (Official Charts Company) | 1                 |
| Sverige (Sverigetopplistan)                      | 17                |
| Sydkorea International Singles (Gaon)            | 4                 |
| Tyskland (Official German Charts)                | 3                 |
| Tyskland (Airplay Chart)                         | 1                 |
| Ungarn (Rádiós Top 40)                           | 1                 |
| USA Billboard Hot 100                            | 23                |
| USA Adult Top 40 (Billboard)                     | 19                |
| USA Dance Club Songs (Billboard)                 | 1                 |
| USA Mainstream Top 40 (Billboard)                | 12                |
| Østrig (Ö3 Austria Top 40)                       | 1                 |

| Hitliste (2011)                   | Placering |
| --------------------------------- | --------- |
| Australien (ARIA)                 | 9         |
| Canada (Canadian Hot 100)         | 22        |
| Frankrig (SNEP)                   | 36        |
| Frankrig Downloadliste (SNEP)     | 15        |
| Holland (Dutch Top 40)            | 13        |
| Japan (Japan Hot 100)             | 28        |
| New Zealand Singles Chart         | 7         |
| Rumænien (Romanian Top 100)       | 16        |
| Spanske Singlehitliste            | 45        |
| Spanske Top 20 Airplay            | 4         |
| Storbritannien (UK Singles Chart) | 4         |
| Ungarns Airplay-liste             | 11        |
| US Billboard Hot 100              | 93        |

| Hitliste                                 | Placering |
| ---------------------------------------- | --------- |
| Storbritannien (Official Charts Company) | 84        |

## Udgivelses historie
| Region         | Date              | Format           |
| -------------- | ----------------- | ---------------- |
| USA            | 25. januar, 2011  | Airplay          |
| USA            | 1. february, 2011 | Digital download |
| Storbritannien | 30. january, 2011 | Airplay          |
| Storbritannien | 30. january, 2011 | Digital download |